# Берналда
Берналда (итал. Bernalda) је насеље у Италији у округу Матера, региону Базиликата.
Према процени из 2011. у насељу је живело 10763 становника. Насеље се налази на надморској висини од 136 м.

## Географија
| Клима (Берналда)            | Клима (Берналда) | Клима (Берналда) | Клима (Берналда) | Клима (Берналда) | Клима (Берналда) | Клима (Берналда) | Клима (Берналда) | Клима (Берналда) | Клима (Берналда) | Клима (Берналда) | Клима (Берналда) | Клима (Берналда) | Клима (Берналда) |
| Показатељ \ Месец           | .Јан.            | .Феб.            | .Мар.            | .Апр.            | .Мај.            | .Јун.            | .Јул.            | .Авг.            | .Сеп.            | .Окт.            | .Нов.            | .Дец.            | .Год.            |
| --------------------------- | ---------------- | ---------------- | ---------------- | ---------------- | ---------------- | ---------------- | ---------------- | ---------------- | ---------------- | ---------------- | ---------------- | ---------------- | ---------------- |
| Апсолутни максимум, °C (°F) | 12,3 (54,1)      | —                | —                | —                | —                | —                | —                | —                | —                | —                | —                | —                | 12,3 (54,1)      |
| Средњи максимум, °C (°F)    | 12,3 (54,1)      | 13,5 (56,3)      | 16,3 (61,3)      | 19,6 (67,3)      | 24,1 (75,4)      | 29,0 (84,2)      | 32,5 (90,5)      | 33,0 (91,4)      | 29,0 (84,2)      | 23,1 (73,6)      | 17,8 (64)        | 14,3 (57,7)      | 33 (91,4)        |
| Средњи минимум, °C (°F)     | 3,3 (37,9)       | 3,6 (38,5)       | 5,8 (42,4)       | 7,6 (45,7)       | 11,8 (53,2)      | 16,2 (61,2)      | 18,9 (66)        | 18,9 (66)        | 16,8 (62,2)      | 12,6 (54,7)      | 9,1 (48,4)       | 4,8 (40,6)       | 3,3 (37,9)       |
| [ тражи се извор ]          |                  |                  |                  |                  |                  |                  |                  |                  |                  |                  |                  |                  |                  |

## Становништво
| 1931. | 1936. | 1951.  | 1961.  | 1971.  | 1981.  | 1991.  | 2001.  | 2011.  |
| ----- | ----- | ------ | ------ | ------ | ------ | ------ | ------ | ------ |
| 7.676 | 8.380 | 10.080 | 10.571 | 10.753 | 11.748 | 12.037 | 11.958 | 12.264 |

## Партнерски градови
- Л’Аквила
- Сијена
- Маса Маритима
- Мирабела Еклано
- Веноза